# Malcolm X (film, 1992)
Pour les articles homonymes, voir Malcolm.
Pour le film documentaire de 1972, voir Malcolm X (film, 1972).
Pour plus de détails, voir Fiche technique et Distribution.
Malcolm X est un film américain réalisé par Spike Lee, sorti en 1992. Il s'agit d'un film biographique sur Malcolm X, porte-parole de la Nation of Islam, militant politique et défenseur des droits de l'homme afro-américain, basé sur son autobiographie coécrite avec le journaliste Alex Haley.
En 2010, le film est inscrit au National Film Registry pour être conservé à la Bibliothèque du Congrès des États-Unis pour son « importance culturelle, historique ou esthétique ».

## Synopsis
Malcolm Little, également surnommé « Red » en référence à ses cheveux roux, vit de petits emplois et de magouilles. Avec son meilleur ami Shorty, il essaie de profiter de la vie, portant des costumes zazous, se faisant défriser les cheveux, sortant à la fois avec une femme noire et une femme blanche… Plus tard, il devient gangster à Harlem pour le compte d'Archie L'Antillais. Ce dernier le prend sous son aile, mais un malentendu financier finit par brouiller les deux hommes et Malcolm est contraint de s'enfuir pour Boston. Il retrouve Shorty et sort avec une femme blanche. Après avoir cambriolé un couple de riches blancs, Malcolm et Shorty sont arrêtés et condamnés à une peine de 8 à 10 ans de prison.
Au début de son incarcération, Malcolm se rebelle contre les matons et l'aumônier. Après une période d'isolement, il rencontre Baines, un autre détenu noir, qui l'aide à sortir de son addiction à la cocaïne. Fils d'un pasteur baptiste garveyiste violemment assassiné par des membres du Ku Klux Klan, Malcolm reste méfiant envers Baines lorsqu'il fait la promotion de l'islam. Malcolm est toutefois progressivement convaincu et Baines l'éduque en le présentant à la Nation of Islam en insistant sur le fait que « Dieu est noir ». Lorsqu'il entend de la part d'un autre prisonnier que le joueur de baseball noir Jackie Robinson a été engagé par la célèbre équipe des Brooklyn Dodgers, Malcolm est ravi de cette avancée symbolique mais Baines lui rappelle de ne jamais oublier les quatre cents ans d'esclavage. Baines raconte à Malcolm qu'ils font partie de la Tribu de Shabazz, qu'ils sont égarés dans le désert d'Amérique du Nord, que tous les Blancs sont des démons et qu'Elijah Muhammad, leader de la Nation of Islam, les mènera vers la lumière. Cependant lorsque Baines l'encourage à prier à la manière musulmane, Malcolm n'arrive pas à s'agenouiller même si le désir s'en ressent. Plus tard, il a une révélation dans sa cellule : lisant une lettre d'Elijah Muhammad, celui-ci apparaît soudainement à Malcolm et lui dit : « Je suis venu te donner quelque chose que personne ne pourra plus te reprendre : le sentiment de ta propre valeur ». Quand la vision disparaît, Malcolm s'agenouille et prie. À sa sortie de prison, il est pleinement converti et rend visite à Elijah. Selon les préceptes de la Nation of Islam, il rejette son nom de famille, qu'il considère comme son nom d'esclave donné par un Blanc, et il adopte à la place la lettre X, symbole mathématique de l'inconnue.
Les années suivantes, Malcolm devient un imam important de la Nation of Islam, épousant les principes islamiques et les paroles d'Elijah Muhammad, qui lui ordonne d'ouvrir des mosquées dans tout le pays. Il est présenté à Betty Sanders, une infirmière musulmane ; ils se marient et ont quatre filles. Durant cette période, il retrouve aussi Shorty qui lui donne des nouvelles de ses anciens copains criminels comme Archie L'Antillais, qui vit dans le Bronx, souffre physiquement et mentalement à cause de la drogue et implore l'aide de Malcolm.
En dépit de l'ascension fulgurante de la Nation of Islam, pendant l'époque de Malcolm, un doute persistant se ressent dans l'organisation même. Les soutiens d'Elijah Muhammad (dont Baines fait partie) estiment que Malcolm se considère comme le nouveau leader de la Nation of Islam. Mais Elijah maintient sa confiance envers son protégé.
Malcolm apprend dans la presse un scandale : Elijah Muhammad est accusé d'avoir engendré huit enfants hors mariage avec six adolescentes. En confrontant ce dernier, celui-ci justifie son infidélité en arguant le besoin de « planter sa graine dans un sol fertile ». Malcolm est déstabilisé par l'hypocrisie de son mentor. Alors que Malcolm a fait des déclarations choquantes au sujet de l'assassinat du président John F. Kennedy, Elijah Muhammad lui interdit tout commentaire et toute activité pendant quatre-vingt-dix jours.
En fin de compte, Malcolm décide de quitter l'organisation, annonçant publiquement son intention de penser par lui-même et de parler avec ses propres mots en établissant une nouvelle mosquée indépendante, la The Muslim Mosque Inc. Il annonce aussi qu'il partira faire le pèlerinage à La Mecque, ce que tout bon musulman doit faire une fois dans sa vie. Là-bas, il écrit une lettre à sa femme Betty, et celle-ci la lit à haute voix devant un groupe de personnes. Il l'informe qu'il pense être suivi par des agents de la CIA, et précise qu'il a prié avec d'autres musulmans de toutes les races, y compris des Blancs, ce qui le pousse à nuancer son discours au sujet des Blancs afin de rejeter clairement toute forme de racisme. Il signe sa lettre à la fois avec son nouveau nom, « El-Hajj Malik El-Shabazz », et avec son nom usuel. Après son retour aux États-Unis, sa vision et ses pensées évoluant, il annonce notamment sa volonté de travailler avec les autres leaders des droits civiques, qu'il avait critiqué durement dans le passé.
Son activité engendre la colère d'Elijah Muhammad et de ses partisans. Outre des harcèlements téléphoniques, il apprend par le propre fils d'Elijah Muhammad, qui s'était allié à Malcolm X, que celui-ci avait reçu l'ordre de le tuer en plaçant un engin explosif dans la voiture de Malcolm. Plus tard, sa maison du Queens est incendiée, mais lui et sa famille réussissent à s'échapper, sains et saufs. Dans une interview donnée pour la télévision pendant que les pompiers éteignent l'incendie, il accuse ouvertement Elijah Muhammad d'avoir ordonné cet attentat. Baines réagit lui aussi publiquement, en affirmant qu'il s'agit d'une stratégie de communication de la part de Malcolm.
Le 21 février 1965, Malcolm donne un discours à l'Audubon Ballroom Dancing à Harlem, mais des perturbations dans le public l'interrompent. Malcolm essaye de calmer la masse mais il est alors assassiné de plusieurs coups de feu. Sa femme et ses enfants, présents dans la salle, sont témoins de la scène. Les suspects sont capturés après avoir tenté de s'échapper. Plus tard, un porte-parole de l'hôpital fait une déclaration publique pour officialiser le décès de Malcolm X.
Le film s'achève par une série d'images d'archives et de films plus récents. On voit d'abord Martin Luther King évoquant l'assassinat de Malcolm X, parlant de « déplorable tragédie » qui « révèle qu'il existe encore bien des gens dans notre pays qui ont dégénéré au point d'exprimer leurs désaccords par le meurtre et que nous n'avons pas appris à exprimer de désaccords sans violence ».
Différentes images d'archives (films ou photographies) s'enchaînent ensuite, dont une part montre Malcolm X, avec en voix off l'eulogie prononcée par l'acteur et militant Ossie Davis lors des funérailles de Malcolm X.
Le film montre ensuite une enseignante noire dans une classe américaine. Derrière elle sur le tableau est écrit « Jour de Malcolm X » et elle explique à ses élèves que c'est l'anniversaire de Malcolm X. « Malcolm X c'est vous — vous tous — et vous êtes Malcolm X » dit-elle, puis les élèves se lèvent et crient l'un après l'autre « Je suis Malcolm X ! », en référence à la célèbre réplique « Je suis Spartacus » dans le film de Stanley Kubrick, Spartacus (1960). Le film culmine avec une scène montrant le militant anti-apartheid Nelson Mandela, alors récemment libéré de prison, citant l'un des discours de Malcolm X dans une salle de classe en Afrique du Sud.

## Fiche technique
Sauf indication contraire, les informations mentionnées dans cette section peuvent être confirmées par la base de données cinématographiques IMDb,  présente dans la section « Liens externes ».
- Titre original : Malcolm X
- Réalisation : Spike Lee
- Scénario : Arnold Perl et Spike Lee, d'après The Autobiography of Malcolm X de Malcolm X et Alex Haley
- Musique : Terence Blanchard
- Costumes : Ruth E. Carter
- Photographie et montage : Ernest R. Dickerson
- Production : Marvin Worth
- Sociétés de production : 40 Acres & A Mule Filmworks, Largo International N.V. et JVC Entertainment Networks
- Société de distribution : Warner Bros. (États-Unis), AMLF (France)
- Budget : 34 millions $
- Pays de production :  États-Unis
- Langue originale : anglais
- Format : couleur - 35mm - 1,85:1
- Genre : biographie, drame, historique
- Durée : 202 minutes
- Dates de sortie[3] :
  - États-Unis : 18 novembre 1992
  - France : 24 février 1993

## Distribution
Légende : VF = Version Française et VQ = Version Québécoise
- Denzel Washington (VF : Jacques Martial ; VQ : Jean-Luc Montminy) : Malcolm X
- Angela Bassett (VF : Maïk Darah ; VQ : Claudine Chatel) : Betty Sanders / Shabazz / X
- Albert Hall (VF : Pascal N'Zonzi ; VQ : Hubert Gagnon) : Baines
- Al Freeman, Jr. (VF : Jim Adhi Limas) : Elijah Muhammad
- Delroy Lindo (VF : Robert Liensol ; VQ : Ronald France) : Archie l'Antillais (West Indian Archie en VO)
- Spike Lee (VF : Pascal Légitimus ; VQ : Sébastien Dhavernas) : Shorty
- Theresa Randle (VF : Véronique Mucret ; VQ : Geneviève de Rocray) : Laura
- Kate Vernon (VF : Caroline Beaune ; VQ : Johanne Garneau) : Sophia
- Ernest Lee Thomas (VF : Paul Lambert) : Sydney
- Christopher Plummer (VF : Bernard Dhéran) : Gill, l'aumonier de la prison
- Lonette McKee (VF : Evelyn Séléna ; VQ : Élizabeth Lesieur) : Louise Little, mère de Malcolm
- Tommy Hollis (en) (VF : Sady Rebbot ; VQ : Guy Nadon) : Earl Little, père de Malcolm
- Giancarlo Esposito : Thomas Hagan
- Wendell Pierce (VF : Daniel Russo) : Ben Thomas
- Leonard L. Thomas (en) : Leon Davis
- Leland Gantt : Wilber McKinley
- Roger Guenveur Smith (VF : Bernard Gabay) : Rudy
- James McDaniel (VF : Pascal Renwick ; VQ : Daniel Picard) : frère Earl
- Steve White : frère Johnson
- Veronica Webb : sœur Lucille Rosary
- Jean-Claude La Marre (en) (VF : Emmanuel Karsen ; VQ : Antoine Durand) : Benjamin 2X
- Debi Mazar : Peg
- Karen Allen : mademoiselle Dunne
- Peter Boyle (VF : Michel Bardinet) : le capitaine Green
- Michael Cullen (nl) (VF : Jean-Claude Sachot) : le flic du commissariat
- Bobby Seale : un orateur
- Al Sharpton : un orateur
- William Kunstler (VF : Georges Berthomieu) : le juge (caméo)
- Nelson Mandela : le professeur de Soweto
- Nicholas Turturro : un flic de Boston
- Michael Imperioli : le reporter de l'incendie
- Vincent D'Onofrio : Bill Newman (images d'archive tirées de JFK)
- John Sayles : un agent du FBI
- Miki Howard : Billie Holiday
- Ossie Davis (VF : Max André) : l'orateur de l'oraison funèbre (voix)
- Larry McCoy (VF : Philippe Vincent ; VQ : Manuel Tadros) : Sammy
- Maurice Sneed (VF : Jean-Michel Martial ; VQ : Alain Zouvi) : Cadillac
- LaTanya Richardson (VF : Émilie Benoît) : Lorraine
- David Patrick Kelly (VF : Lionel Henry) : M. Ostrowski
- Ricky Gordon : Lionel Hampton
- John David Washington : un élève à Harlem

## Production

### Genèse et développement
Le producteur Marvin Worth (en) acquiert les droits de The Autobiography of Malcolm X en 1967. Il avait rencontré Malcolm X à l’âge de 15 ans, à l'époque où ce dernier était surnommé « Detroit Red » et vendait de la drogue à New York : « Il vendait de l'herbe. Il avait peut-être 16 ou 17 ans, mais paraissait plus vieux. Il était très spirituel, un garçon très drôle et il avait cet extraordinaire charisme. Un grand danseur toujours bien habillé. Il était toujours bien habillé et très très grand. C'était vraiment un gars spécial ».
La production peine alors à développer une intrigue complète, en partie en raison du mystère entourant son assassinat. En 1972, Worth produit le documentaire Malcolm X, nommé à l'Oscar du meilleur film documentaire, avec la participation de James Baldwin puis d’Arnold Perl au scénario. Victime du maccarthysme et placé sur la liste noire de Hollywood, Perl ne put voir l’aboutissement du projet et mourut en 1971. Plusieurs majors y seront attachées au fil du temps, ainsi que des acteurs comme Richard Pryor et Eddie Murphy ou encore le réalisateur Sidney Lumet.
James Baldwin utilise son travail sur le scénario dans un livre publié en 1972 : One Day, When I Was Lost: A Scenario Based on Alex Haley's The Autobiography of Malcolm X. En 1976, il explique que travailler sur le film a été une mauvaise expérience. Plusieurs scénaristes lui succèdent alors sur le projet, comme David Mamet, David Bradley, Charles Fuller ou encore Calder Willingham,.
Warner Bros. souhaitait embaucher le Canadien Norman Jewison comme réalisateur mais Oliver Stone voulait faire un film sur Malcolm X pensé comme un prolongement à son film JFK (1991). Alors que certaines personnes exigeaient le choix d'un réalisateur afro-américain, l'arrivée de Spike Lee suscita tout de mêmes des critiques de certains militants nationalistes noirs, notamment l'United Front to Preserve the Legacy of Malcolm X et Amiri Baraka, car certains s'inquiètent de la façon dont le réalisateur va adapter la vie de Malcolm X.
Le projet se concrétise avec l’arrivée de Spike Lee, qui repart du script de Baldwin-Perl pour le retravailler. La famille de James Baldwin ayant demandé aux producteurs de retirer son nom du générique, seuls Spike Lee et Arnold Perl seront crédités comme scénaristes.
Spike Lee peine à rassembler les 30 millions de dollars qu'il juge nécessaire à la production, la Warner ne lui proposait que 20 millions plus 8 millions de Largo Entertainment. En réaction, il réduit son salaire et demande le soutien de nombreuses personnalités afro-américaines comme Oprah Winfrey, Michael Jordan, Magic Johnson, Tracy Chapman, Janet Jackson, Prince ou encore Bill Cosby.

### Attribution des rôles
Denzel Washington est choisi pour le rôle-titre, avant même l'arrivée de Spike Lee. Ce dernier n'imagine pas un autre acteur pour le rôle. Son fils John David tient par ailleurs un tout petit rôle, celui d'un élève à Harlem. La mère de l'acteur, Lennis Washington, incarne quant à elle Mme Johnson.
Spike Lee voulait Samuel L. Jackson pour incarner Archie L'Antillais. Le rôle revient finalement à Delroy Lindo.
Angela Bassett incarne la femme de Malcolm X, Betty Shabazz. Elle l'incarnera à nouveau quelques années plus tard dans Panther de Mario Van Peebles.
Il s'agit de la dernière apparition d'Ed Herlihy au cinéma et les débuts d'Annie Corley.
Regina King a auditionné sans succès pour le film. William Fichtner est, quant à lui, engagé pour un petit rôle. La scène ne sera jamais tournée, mais il sera tout de même rémunéré.

### Tournage
Le tournage a lieu de septembre 1991 à janvier 1992. Il se déroule à La Mecque en Arabie saoudite (notamment la mosquée al-Harâm), en Égypte (Le Caire et sa mosquée Mohammed Ali), en Afrique du Sud (Soweto, Alexandra, Johannesbourg). Le tournage a lieu également aux États-Unis : Boston, dans le Essex dans le Connecticut, dans le New Jersey (Rahway et sa prison d'État, Avenel), dans l'État de New York (Port Washington, Peekskill, LaGrangeville). Comme dans la plupart des films de Spike Lee, le tournage a également lieu à New York : Manhattan (Harlem, Park Avenue, musée américain d'histoire naturelle, Washington Heights, Apollo Theater, Central Park West, université Columbia), le Queens (Ridgewood) et Brooklyn (Bushwick, East 19th Street, …).
Il s'agit du premier film de fiction (et du premier film américain) autorisé à tourner à La Mecque. Une seconde équipe constituée de techniciens musulmans a été constituée pour y tourner, les non-musulmans (comme Spike Lee) n'étant pas autorisés.
Sur le tournage, Betty Shabazz, veuve de Malcolm X, officie comme consultante. La sécurité est par ailleurs assurée par Fruit of Islam, « bras armé » de la Nation of Islam.

### Musique
La bande originale, éditée lors de la sortie du film, est produite par Quincy Jones. Elle contient des chansons et compositions de genres différents comme du R'n'B, du rap, du jazz ou encore du blues. Dans une note accompagnant l'album, le réalisateur-scénariste Spike Lee explique qu'il a choisi certains chansons car les artistes étaient des proches de Malcolm X, qui aimait beaucoup la musique et la danse.
| Liste des titres | Liste des titres                            | Liste des titres                                            | Liste des titres              | Liste des titres | Liste des titres | Liste des titres | Liste des titres | Liste des titres | Liste des titres |
| No               | Titre                                       | Auteur                                                      | Interprètes                   | Durée            |                  |                  |                  |                  |                  |
| ---------------- | ------------------------------------------- | ----------------------------------------------------------- | ----------------------------- | ---------------- | ---------------- | ---------------- | ---------------- | ---------------- | ---------------- |
| 1.               | Revolution                                  | Todd "Speech" Thomas et Taree Aerle Jones                   | Arrested Development          | 4:49             |                  |                  |                  |                  |                  |
| 2.               | Roll 'Em Pete                               | Pete Johnson et Big Joe Turner                              | Big Joe Turner                | 3:44             |                  |                  |                  |                  |                  |
| 3.               | Flying Home                                 | Benny Goodman et Lionel Hampton                             | Lionel Hampton                | 3:15             |                  |                  |                  |                  |                  |
| 4.               | My Prayer                                   | Jimmy Kennedy et George Boulanger                           | The Ink Spots                 | 3:16             |                  |                  |                  |                  |                  |
| 5.               | Big Stuff                                   | Leonard Bernstein                                           | Billie Holiday                | 2:29             |                  |                  |                  |                  |                  |
| 6.               | Don't Cry Baby                              | Jimmy Johnson, Stella Unger et Saul Bernie                  | Erskine Hawkins               | 3:21             |                  |                  |                  |                  |                  |
| 7.               | Beans And Cornbread                         | F. Clark & E. Moore                                         | Louis Jordan                  | 2:51             |                  |                  |                  |                  |                  |
| 8.               | Azure                                       | Duke Ellington                                              | Ella Fitzgerald               | 2:21             |                  |                  |                  |                  |                  |
| 9.               | Alabama                                     | John Coltrane                                               | John Coltrane                 | 2:26             |                  |                  |                  |                  |                  |
| 10.              | That Lucky Old Sun Just Rolls Around Heaven | Dizzy Gillespie et Beasley Smith                            | Ray Charles                   | 4:23             |                  |                  |                  |                  |                  |
| 11.              | Arabesque Cookie                            | Pyotr Ilyich Tchaikovsky, Duke Ellington et Billy Strayhorn | Duke Ellington                | 5:46             |                  |                  |                  |                  |                  |
| 12.              | Shotgun                                     | Autry DeWalt                                                | Junior Walker & the All Stars | 3:03             |                  |                  |                  |                  |                  |
| 13.              | Someday We'll All Be Free                   | Donny Hathaway et Edward U. Howard                          | Aretha Franklin               | 8:21             |                  |                  |                  |                  |                  |
| 14.              | A Change Is Gonna Come                      | Sam Cooke                                                   | Sam Cooke                     | 3:12             |                  |                  |                  |                  |                  |
| 49:09            |                                             |                                                             |                               |                  |                  |                  |                  |                  |                  |

## Accueil

### Critiques
Le film reçoit des critiques globalement positives. Sur l'agrégateur américain Rotten Tomatoes, il récolte 88 % d'opinions favorables pour 59 critiques et une note moyenne de 7,57⁄10. Sur Metacritic, il obtient une note moyenne de 73⁄100 pour 15 critiques.
Le célèbre critique Roger Ebert classe le film à la première place de son Top 10 de 1992 et le décrit notamment comme l'une des « meilleures biographies à l'écran ». Gene Siskel classe Malcolm X parmi les meilleurs films de la décennie.
En France, Jean Tulard parle d'échec et décrit le film comme une « hagiographie ».

### Box-office
Le film ne rencontre pas de succès au box-office. En Amérique du Nord, il enregistre 9,9 millions de dollars pour son week-end d'ouverture, soit la troisième place, derrière Maman, j'ai encore raté l'avion ! et Dracula. Selon Box Office Mojo, le film termine son exploitation aux États-Unis et au Canada avec 48 169 910 dollars. Avec le budget de production et la promotion, Warner Bros. évoque 30 millions de dollars de pertes en 1992.
En France, il attire 594 984 spectateurs en salles.

## Distinctions

### Récompenses
- Boston Society of Film Critics Awards 1992 : meilleur acteur pour Denzel Washington[21]
- New York Film Critics Circle Awards 1992 : meilleur acteur pour Denzel Washington
- National Board of Review 1992 : Top 10 films
- Berlinale 1993 : Ours d'argent du meilleur acteur pour Denzel Washington
- Artios Awards 1993 : meilleur casting d'un film de comédie
- Chicago Film Critics Association Awards 1993 : meilleur film, meilleur acteur pour Denzel Washington, meilleur réalisateur pour Spike Lee
- MTV Movie Awards 1993 : meilleur acteur pour Denzel Washington
- Southeastern Film Critics Association Awards 1993 : meilleur acteur pour Denzel Washington
- Kansas City Film Critics Circle Awards 1993 : meilleur acteur pour Denzel Washington
- NAACP Image Awards 1995 : meilleur film, meilleur acteur pour Denzel Washington, meilleur réalisateur pour Spike Lee, meilleur acteur dans un second rôle pour Al Freeman, Jr., meilleure actrice dans un second rôle pour Angela Bassett
- 2010 : inscrit au National Film Registry

### Nominations
- Los Angeles Film Critics Association Awards 1992 : meilleur acteur pour Denzel Washington (2e place)
- Oscars 1993 : meilleur acteur pour Denzel Washington, meilleurs costumes pour Ruth E. Carter
- MTV Movie Awards 1993 : meilleur film
- Golden Globes 1993 : meilleur acteur dans un film dramatique pour Denzel Washington
- Berlinale 1993 : en compétition pour l'Ours d'or
- National Society of Film Critics Awards 1993 : meilleur acteur pour Denzel Washington, meilleur acteur dans un second rôle pour Delroy Lindo
- Chicago Film Critics Association Awards 1993 : meilleur acteur dans un second rôle pour Al Freeman, Jr.

## Commentaires
Le film débute par une séquence alternant un drapeau américain consumé par le feu et des extraits d'une célèbre vidéo amateur de George Holiday montrant le tabassage de Rodney King par la police de Los Angeles. En voix off, Denzel Washington, dans le rôle de Malcolm X, condamne avec colère l'Amérique blanche : « Le rêve américain, connais pas, nous vivons chaque jour le cauchemar américain ! » À la fin de cette ouverture, les restes non brûlés du drapeau américain forment la lettre X.
Après avoir reçu des menaces, Spike Lee a retiré du film toute mention à Louis Farrakhan, dirigeant de l'organisation politique et religieuse suprémaciste noire Nation of Islam depuis 1981.
Lors de la scène de l'assassinat de John F. Kennedy, on peut voir Vincent D'Onofrio dans le rôle de Bill Newman. Les images sont tirées de JFK d'Oliver Stone, qui a fréquenté l'Université de New York comme Spike Lee.